# Człowiek obiecany
Człowiek obiecany – powieść postapokaliptyczna autorstwa polskiego pisarza Pawła Majki, wydana w 2016 roku. Książka należy do serii Uniwersum Metro 2033 i jest kontynuacją Dzielnicy obiecanej.

## Opis fabuły
Po upadku Federacji i Muzeum ocalałym mieszkańcom Kombinatu grożą nowe formy życia, które zmierzają w stronę Krakowa. Jedyną nadzieją jest dziecko Króla i Ewy, które musi zostać natychmiast przeniesione do Kombinatu.